# Método de Bligh & Dyer
O Método de Bligh & Dyer é um método de extração  de lipídeos a frio, muito utilizado, criado por Bligh & Dyer em 1959.
É caracterizado por ser feito à frio, utilizando-se uma mistura de clorofórmio, metanol e água. A amostra é triturada juntamente com metanol e clorofórmio deixando formar apenas uma fase. Depois mais clorofórmio é adicionado, juntamente com a água estabelecendo-se assim duas fases. Os lipídeos ficam na fase do clorofórmio, que pode ser removido por evaporação.